# Etenesh Diro
Etenesh Diro Neda (ur. 10 maja 1991 w Jeldu) – etiopska lekkoatletka specjalizująca się w biegach długich.
W 2009 sięgnęła po srebrny medal mistrzostw Afryki juniorów w Bambous. W 2012 reprezentowała Etiopię na igrzyskach olimpijskich w Londynie, na których zajęła 6. miejsce w biegu na 3000 metrów z przeszkodami. Piąta zawodniczka mistrzostw świata w Moskwie (2013). Stawała na podium mistrzostw Etiopii.

## Osiągnięcia
| Rok  | Impreza                     | Miejsce        | Konkurencja                        | Pozycja     | Wynik    |
| ---- | --------------------------- | -------------- | ---------------------------------- | ----------- | -------- |
| 2009 | Mistrzostwa Afryki juniorów | Bambous        | bieg na 3000 metrów                | 2. miejsce  | 9:09,22  |
| 2012 | Igrzyska olimpijskie        | Londyn         | bieg na 3000 metrów z przeszkodami | 6. miejsce  | 9:19,89  |
| 2013 | Mistrzostwa świata          | Moskwa         | bieg na 3000 metrów z przeszkodami | 5. miejsce  | 9:16,97  |
| 2014 | Mistrzostwa Afryki          | Marrakesz      | bieg na 3000 metrów z przeszkodami | 4. miejsce  | 9:36,56  |
| 2015 | Mistrzostwa świata          | Pekin          | bieg na 3000 metrów z przeszkodami | eliminacje  | 9:31,97  |
| 2015 | Igrzyska afrykańskie        | Brazzaville    | bieg na 3000 metrów z przeszkodami | 6. miejsce  | 10:05,11 |
| 2016 | Mistrzostwa Afryki          | Durban         | bieg na 3000 metrów z przeszkodami | –           | DNF      |
| 2016 | Igrzyska olimpijskie        | Rio de Janeiro | bieg na 3000 metrów z przeszkodami | 15. miejsce | 9:38,77  |
| 2017 | Mistrzostwa świata          | Londyn         | bieg na 3000 metrów z przeszkodami | 7. miejsce  | 9:22,46  |

## Rekordy życiowe
- bieg na 3000 metrów – 8:38,32 (2016)
- bieg na 5000 metrów – 14:33,30 (2016)
- bieg na 3000 metrów z przeszkodami – 9:13,25 (2017)